# Xã Freeman, Quận Richland, Bắc Dakota
Xã Freeman (tiếng Anh: Freeman Township) là một xã thuộc quận Richland, tiểu bang Bắc Dakota, Hoa Kỳ. Năm 2010, dân số của xã này là 40 người.